# 山本忠兴

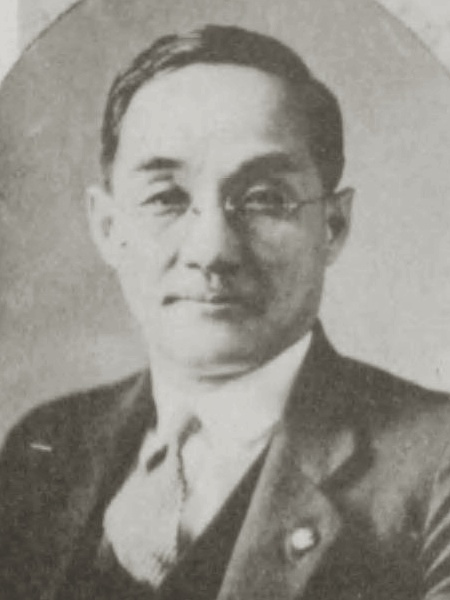

山本忠兴（日语：山本忠興, 1881年6月25日—1951年4月21日）是一位日本电气工程师、发明家和教育家。

## 生平
1881年出生于日本高知县，在植村正久指导下成为基督徒，1905年毕业于東京大学工科大学电气工学科，进入东芝工作，1909年前往欧美留学。回国后在叔父竹内明太郎引荐下进入早稻田大学理工科，1912年升任教授。1917年7月16日获得工学博士。1921年担任早稻田大学理工学部部长，1929年担任日本电气学会会长。后担任日本学生体育联合会会长。
1930年被选为日本十大发明家之一，1931年获得朝日奖。